# Piarres Detcheverry
Piarres Detcheverry és un escriptor en èuscar que va ser el primer a imprimir una obra de caràcter tècnic en aquesta llengua el 1677
Es coneixen poques dades de la seva vida, segons La Roncière pertanyia a una família d'armadors de Donibane Lohizune a Iparralde.
La seva obra es titula Liburu Hau Da Ixasocoa Nabigacionecoa (Llibre de navegació marítima) i va ser imprès a Baiona el 1677. S'hi descriuen amb precisió les rutes marines de navegació des de les costes del País Basc a les de l'illa de Terranova emprades tradicionalment pels pescadors bascos per a la pesca del bacallà.